# Arbeitsgericht Neubrandenburg

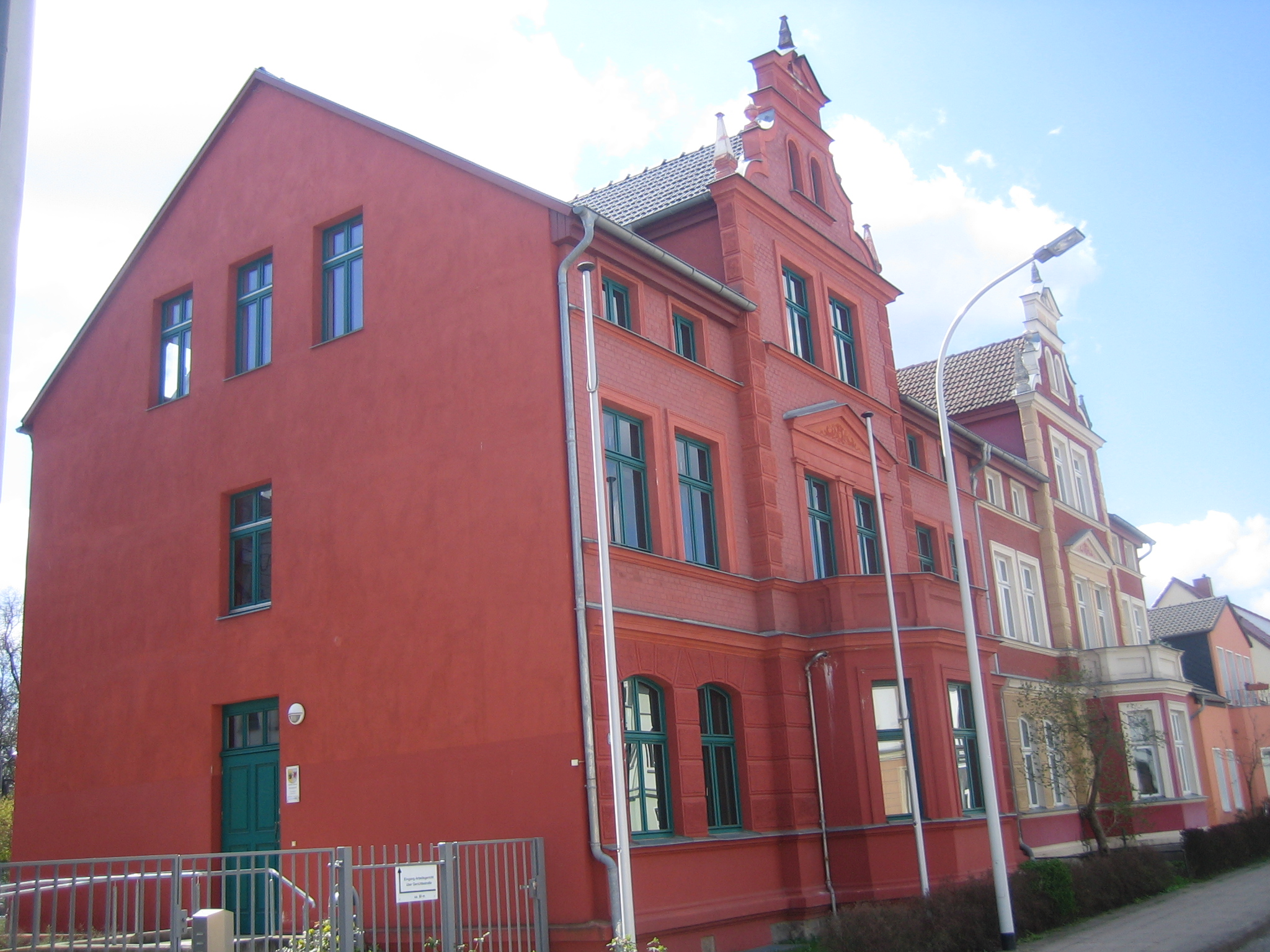
Gebäude des ehemaligen Arbeitsgerichts Neubrandenburg (2013)

Das Arbeitsgericht Neubrandenburg war ein Gericht der Arbeitsgerichtsbarkeit in Mecklenburg-Vorpommern. Durch die am 6. Oktober 2014 in Kraft getretene Gerichtsstrukturreform wurde das Gericht aufgehoben und zu einer auswärtigen Kammer des Arbeitsgerichts Stralsund.

## Gerichtssitz und -bezirk
Das Gericht hatte seinen Sitz in Neubrandenburg. Im Amtsgericht Pasewalk wurden Gerichtstage abgehalten.
Der Gerichtsbezirk umfasste das Gebiet des am 18. Dezember 2001 nach Neubrandenburg verlegten Arbeitsgerichts Neustrelitz. Somit gehörten zum Bezirk des Arbeitsgerichts Neubrandenburg die damals noch kreisfreie Stadt Neubrandenburg sowie die Altkreise Demmin, Mecklenburg-Strelitz, Müritz und Uecker-Randow.
Aufgrund der Aufhebung des Gerichts gehört der gesamte Gerichtsbezirk seit dem 6. Oktober 2014 zum Bezirk des Arbeitsgerichts Stralsund.

## Geschichte
Gemäß Arbeitsgerichtsgesetz vom 23. Dezember 1926 wurden in Deutschland Arbeitsgerichte gebildet. Diese waren nur in der ersten Instanz unabhängig, die Landesarbeitsgerichte waren den Landgerichten zugeordnet. Am Landgericht Neustrelitz entstand so 1927 das Landesarbeitsgericht Neustrelitz als einziges Landesarbeitsgericht in Mecklenburg-Strelitz. In Neubrandenburg entstand das Arbeitsgericht Neubrandenburg. Sein Sprengel umfasste den Bezirke der Amtsgerichte Neubrandenburg, Stargard in Mecklenburg und Friedland (Mecklenburg). Es bestand je eine Kammer für Arbeiter und für Angestellte und für Handwerk. Es hatte seinen Sitz in der Friedrichstraße 8.
Im Jahre 1934 wurden Mecklenburg-Schwerin und Mecklenburg-Strelitz zusammengeschlossen. Hierbei wurde das Landesarbeitsgericht Neustrelitz aufgelöst und das Landesarbeitsgericht Güstrow Landesarbeitsgericht für ganz Mecklenburg.
Nach der Besetzung Deutschlands durch die Alliierten wurden 1945 zunächst alle Gerichte geschlossen. Die ordentlichen Gerichte wurden schon bald wieder eröffnet, während die Arbeitsgerichte zunächst außer in Hamburg nicht wieder eingerichtet wurden, so dass arbeitsgerichtliche Streitigkeiten von den ordentlichen Gerichten erledigt werden mussten. Gemäß Kontrollratsgesetz 21 sollten in Deutschland Arbeitsgerichte aufgebaut werden. So wurde in Neubrandenburg das Arbeitsgericht neu gebildet. In der DDR bestanden 1952 bis 1963 Arbeitsgerichte auf Kreis- und Bezirksebene. Nachdem diese 1963 in die Kreis- und Bezirksgerichte integriert worden waren, gab es keine gesonderten Arbeitsgerichte mehr.
Nach dem Zusammenbruch der DDR entstand das Arbeitsgericht Neubrandenburg 1991 durch das Gerichtsstrukturgesetz vom 19. März 1991 nicht neu. Am 18. Dezember 2001 wurde aber das Arbeitsgericht Neustrelitz aufgehoben und als Arbeitsgericht Neubrandenburg nach Neubrandenburg verlegt. Im Jahre 2014 wurde es aufgehoben.

## Gebäude
Das Gerichtsgebäude befindet sich im Justizzentrum in der Südbahnstraße 8 a in Neubrandenburg. In dem denkmalgeschützten Gebäude sind jetzt die auswärtigen Kammern des Arbeitsgerichts Stralsund eingerichtet.

## Übergeordnete Gerichte
Dem Arbeitsgericht Neubrandenburg waren das Landesarbeitsgericht Mecklenburg-Vorpommern und im weiteren Rechtszug das Bundesarbeitsgericht übergeordnet.